# Musulmans hongrois de Nusaybin
Pour les articles homonymes, voir Musulmans (homonymie).
Les musulmans hongrois de Nusaybin (hongrois : nusaybini magyar muszlimok) sont un groupe de quatre familles turques d'ascendance hongroise, établies à Nusaybin après la révolution hongroise de 1848. Il s'agit des familles Macar, Macaroğlu, Soyubey et Yıldızoğlu, dont la descendance est désormais estimée à 300 personnes environ. Leur ancêtre commun serait Hacı Ahmed, un soldat hongrois ayant servi Josef Bem après son exil à Alep, alors ville de l'empire ottoman, où ce dernier s'était converti à l'islam avec un groupe de 6 000 soldats hongrois et polonais. 